# Dessonornis
Dessonornis – rodzaj ptaków z rodziny muchołówkowatych (Muscicapidae).

## Zasięg występowania
Rodzaj obejmuje gatunki występujące w Afryce Subsaharyjskiej.

## Morfologia
Długość ciała 14–18 cm, masa ciała 19–34 g.

## Systematyka

### Etymologia
Greckie βησσα bēssa – „zalesiona dolina”; ορνις ornis, ορνιθος ornithos – „ptak”.

### Podział systematyczny
Takson wyodrębniony z Cossypha na podstawie analiz filogenetycznych. Do rodzaju należą następujące gatunki:
- Dessonornis humeralis A. Smith, 1836 – złotokosik białogardły
- Dessonornis caffer (Linnaeus, 1771) – złotokosik ogrodowy
- Dessonornis anomalus (Shelley, 1893) – złotokosik oliwkowy
- Dessonornis archeri (Sharpe, 1902) – złotokosik górski